# Comuna de Makemo
Makemo és una comuna de la subdivisió Tuamotu-Gambier de la Polinèsia Francesa, situada al centre de l'arxipèlag.
Consta de quatre comunes associades (Makemo, Katiu, Raroia i Taenga) i un total de d'onze atols.
| Illes                      | Capital    | Habitants (2007) | Superfície¹ (km²) | Llacuna (km²) | Coordenades                                |
| -------------------------- | ---------- | ---------------- | ----------------- | ------------- | ------------------------------------------ |
| Makemo                     | Pouheva    | 738              | 56                | 603           | 16° 36′ S, 143° 42′ O / 16.600°S,143.700°O |
| Haraiki                    | –          | 0                | 4,1               | 10,4          | 17° 28′ S, 143° 27′ O / 17.467°S,143.450°O |
| Marutea Nord               | –          | 0                | 2,7               | 458           | 17° 2′ S, 143° 10′ O / 17.033°S,143.167°O  |
| Comuna associada de Katiu  |            |                  |                   |               |                                            |
| Katiu                      | Hitianau   | 285              | 27                | 235           | 16° 26′ S, 144° 22′ O / 16.433°S,144.367°O |
| Hiti²                      | –          | 0                | 3,2               | 15,3          | 16° 40′ S, 144° 07′ O / 16.667°S,144.117°O |
| Tepoto Sud²                | –          | 0                | 1,8               | 1,6           | 16° 51′ S, 144° 45′ O / 16.850°S,144.750°O |
| Tuanake²                   | –          | 0                | 3,5               | 25,7          | 16° 40′ S, 144° 13′ O / 16.667°S,144.217°O |
| Comuna associada de Raroia |            |                  |                   |               |                                            |
| Raroia                     | Garumaoa   | 303              | 19,5              | 359           | 16° 1′ S, 142° 26′ O / 16.017°S,142.433°O  |
| Takume                     | Ohomo      | 103              | 5                 | 42,4          | 15° 48′ S, 142° 12′ O / 15.800°S,142.200°O |
| Comuna associada de Taenga |            |                  |                   |               |                                            |
| Taenga                     | Henuaparea | 96               | 20                | 169           | 16° 42′ S, 142° 50′ O / 16.700°S,142.833°O |
| Nihiru                     | Tatake     | 6                | 6,7               | 79,5          | 16° 42′ S, 142° 50′ O / 16.700°S,142.833°O |
| Comuna de Makemo           | Pouheva    | 1.422            | 149               | 1.999         |                                            |

1  Superfície de terra emergida. En un atol es distingeix la superfície total composta per la llacuna i la corona d'esculls que en part és emergida.

2  Els tres atols formen les illes Raevski